# Escuela de Artes y Oficios de La Felguera
La antigua Escuela de Artes y Oficios de La Felguera (o La Salle vieja) fue un centro educativo de La Felguera, en el concejo asturiano de Langreo, España. Tuvo su origen en el colegio de La Salle en 1902, fundado por la empresa Duro Felguera. Se encuentra en el Inventario Cultural del Principado de Asturias. 

## Historia
A finales del siglo XIX, la empresa Duro Felguera (propietaria de la planta siderúrgica local Fábrica de La Felguera) llama a los Hermanos de las Escuelas Cristianas (conocidos como lasalianos) para abrir un nuevo centro educativo en la localidad destinado a los hijos varones de los trabajadores de la fábrica. Las obras comienzan en 1898 aunque el centro no se inaugura hasta 1902. Ese mismo año fue visitado por Alfonso XIII. El nombre elegido fue el del fundador de la organización, San Juan Bautista de La Salle, siendo el primer colegio en España bautizado con este nombre.
Pronto se convirtió en uno de los centros educativos más importantes de la comarca. El complejo ocupaba dos edificios situados junto al futuro parque Dolores Fernández Duro. 
En 1917 comienzan a impartirse clases nocturnas para adultos, conocidas entonces como Artes y Oficios, destinadas a formar trabajadores para la industria siderúrgico-metalúrgica. Debido a esto, uno de los edificios originarios será ampliado en los años 20 por el arquitecto José Ramón del Valle Lecue. 
En 1930 se crea el Patronato Formación Profesional como paso previo a crear una Escuela Elemental del Trabajo.
En el curso 1932-1933 termina la labor de la Escuela de Artes y Oficios, y la Escuela Elemental del Trabajo queda como único centro de Formación Profesional en la localidad. Para ello se construye un nuevo edificio en la calle conde Sizzo, por lo que la Escuela de Artes y Oficios vuelve a funciona únicamente como colegio de La Salle. 
Tras la construcción de un nuevo colegio para La Salle más moderno en el barrio de La Reguera en los años 70, los edificios originales quedan sin uso. Los marqueses de La Felguera donan el espacio a la empresa Duro Felguera a fin de destinarlo a uso cultural. Así, durante años acoge numerosas asociaciones culturales y eventos deportivos, musicales, teatro, talleres, etc. A finales de los 90 parte del edificio es destinado a oficinas. Unos años más tarde, finalmente, es enteramente ocupado por oficinas de la empresa Duro Felguera. Sin embargo en torno a 2010 abandona los edificios, que desde entonces permanecen sin uso.
Es un reconocido ejemplo de patrimonio industrial y paternalismo empresarial del siglo XX, y se encuentra en el Inventario de Bienes Culturales de Asturias.

## Descripción
Los dos edificios se encuentra en una finca en el centro de La Felguera. El edificio trasero, oculto tras un portón, conserva las características del colegio original. En la fachada sur se desarrolla la decoración, que se basa en la repetición de vanos con líneas de imposta en ladrillo rojo. La fachada norte es más sencilla. El interior alberga la capilla. Durante su etapa como centro cultural, este espacio fue utilizado como salón de actos. 
El edificio principal, que mira a la calle Gregorio Aurre y al parque Dolores Duro, es fruto de una remodelación de los años 20. Es un inmueble de planta rectangular con una esquina en chaflán. Uno de sus lados está semioculto por un bloque de viviendas. 
El edificio cuenta con dos plantas. Todas las fachadas se encuentran caladas por numerosos vanos adintelados y de medio punto, que se organizan alrededor del lienzo central, principal acceso al edificio. Remata este lienzo un antepecho escalonado, dividido por pilastras, donde se lee "Escuela de Artes y Oficios". En la esquina achaflanada se abre una gran puerta de madera de dos hojas que daba acceso a la cafetería, y en la parte superior un ventanal de medio punto. La fachada posterior cuenta igualmente con un ritmo similar de vanos y decoración. 
En el acceso principal se abre una gran vestíbulo con escalera de doble tramo. En este vestíbulo se encuentra un mural alegórico de la actividad fabril de La Felguera y la labor de La Salle. Todas las salas gozan de gran iluminación gracias a los vanos que siguen los principios pedagógicos de la época, abriendo aulas luminosas y ventiladas.